# NGC 3398
NGC 3398 est une galaxie spirale située dans la constellation de la Grande Ourse. NGC 3398 a été découverte par l'astronome germano-britannique William Herschel en 1789. Cette galaxie a aussi été observée par l'astronome américain Lewis Swift le 8 mai 1890 et elle a été inscrite à l'Index Catalogue sous la cote IC 644.

## Caractéristiques
Sa vitesse par rapport au fond diffus cosmologique est de3 068 ± 13 km/s, ce qui correspond à une distance de Hubble de 45,3 ± 3,2 Mpc (∼148 millions d'al).
Note : selon les bases de données Simbad et HyperLeda, la galaxie IC 644 est la galaxie PGC 32587, celle qui est au sud-est de NGC 3398.